# Violencia contra la mujer

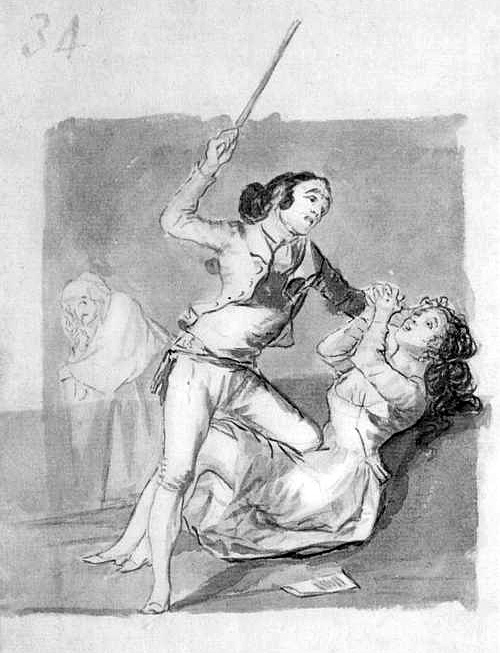
Mujer maltratada con un bastón (Goya). La violencia contra la mujer no es un fenómeno nuevo.

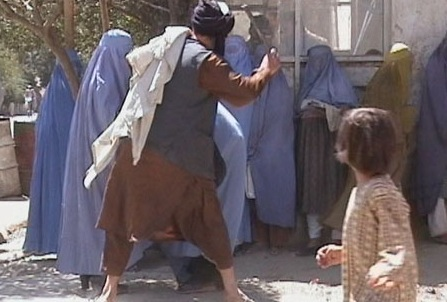
Un miembro del talibán golpea a una mujer en Kabul, la capital Afganistán, por quitarse la burka en público.

La violencia contra la mujer o violencia machista es la que se ejerce por su condición de mujer, siendo esta «consecuencia de la discriminación que sufre tanto en leyes como en la práctica, y la persistencia de desigualdades por razones de género».
En esta violencia se presentan numerosas facetas que van desde la discriminación y el menosprecio hasta la agresión física, sexual, verbal, psicológica y el asesinato, manifestándose en diversos ámbitos de la vida social, laboral y política, entre los que se encuentran la propia familia, la escuela, las religiones, el Estado, entre otras. Este tipo de violencia suele considerarse una forma de delito de odio, que se comete contra las mujeres o las niñas específicamente por el hecho de ser mujeres, y puede adoptar muchas formas.
En 1993, en asamblea general, las Naciones Unidas (ONU) aprobaron la Declaración sobre la eliminación de la violencia contra la mujer, y en 1999, a propuesta de la República Dominicana con el apoyo de 60 países más, declararon el 25 de noviembre Día Internacional de la Eliminación de la Violencia contra la Mujer. En la declaración de 1993, la ONU establece que «la violencia contra la mujer constituye una manifestación de relaciones de poder históricamente desiguales entre el hombre y la mujer» y «que la violencia contra la mujer es uno de los mecanismos sociales fundamentales por los que se fuerza a la mujer a una situación de subordinación respecto del hombre».
En 2008 el Secretario General de la ONU puso en marcha la campaña «Unidos para poner fin a la violencia contra las mujeres» apelando al «imperio de la ley» como vehículo para su erradicación. Uno de sus objetivos fue el de procurar que para 2015 todos los países hubiesen adoptado leyes específicas contra este tipo de violencia de conformidad con las normas internacionales en materia de derechos humanos.
Kofi Annan, el entonces Secretario General de las Naciones Unidas, declaró en un informe de 2006 publicado en el sitio web del Fondo de Desarrollo de las Naciones Unidas para la Mujer (UNIFEM).

La violencia contra las mujeres y las niñas es un problema de proporciones pandémicas. Al menos una de cada tres mujeres de todo el mundo ha sido golpeada, obligada a mantener relaciones sexuales o ha sufrido algún otro tipo de abuso a lo largo de su vida, y el agresor suele ser alguien conocido por la mujer o niña.

En febrero de 2008 el Secretario General de Naciones Unidas Ban Ki-moon lanzó la campaña ÚNETE para poner fin a la violencia contra las mujeres, proclamando el 25 de cada mes Día Naranja. Entre otras actividades, en ese día se invita a llevar alguna prenda de ese color para resaltar el llamado a erradicar la violencia contra la mujer.
Las Naciones Unidas definen la violencia contra la mujer como «todo acto de violencia de género que resulte, o pueda tener como resultado un daño físico, sexual o psicológico para la mujer, inclusive las amenazas de tales actos, la coacción o la privación arbitraria de libertad, tanto si se producen en la vida pública como en la privada».

## Introducción
Las Naciones Unidas definen la violencia contra la mujer como «todo acto de violencia de género que resulte o pueda tener como resultado un daño físico, sexual, psicológico o económico  para las mujeres, inclusive las amenazas de tales actos, la coacción o la privación arbitraria de libertad, tanto si se producen en la vida pública como en la privada», reconociéndolo como una pandemia que afecta al 55 % de la población mundial, habiendo sido hasta un 70 % de las mujeres víctimas de esa violencia en algún momento de su vida.
La violencia contra las mujeres afecta a familias y comunidades de todas las generaciones y refuerza otros tipos de violencia prevalecientes en la sociedad:
En 2014, según los datos disponibles por la ONU:
- Un 38 % de los asesinatos de mujeres perpetrados en el mundo son cometidos por su pareja, siendo el ámbito familiar y de pareja donde se produce el mayor número de casos de violencia contra la mujer, ya sea esta física, sexual o psicológica. El 50 % de los asesinatos de mujeres en el mundo son cometidos por un familiar o compañero sentimental y el 35 % de las mujeres habrían sufrido violencia física o sexual por parte de su pareja.

- Unos 120 millones de niñas de todo el mundo, más de una de cada 10, han sufrido en algún momento coito forzado u otro tipo de relaciones sexuales forzadas.

- La trata de personas se convierte en una trampa para mujeres y niñas que son en un 98 % el objeto de la explotación sexual (4,5 millones de personas en el mundo).

- Más de 133 millones de niñas y mujeres han sufrido algún tipo de mutilación genital.

Ser niña sería uno de los factores de riesgo, junto a con pertenecer a una clase desfavorecida o a una minoría. 700 millones de mujeres que viven actualmente en el mundo fueron casadas con menos de 15 años, siendo estas más vulnerables a la violencia ejercida por el esposo.
En los conflictos armados la violación sistemática se convierte en un arma de guerra (entre 250 000 y 500 000 mujeres fueron violadas durante el genocidio de 1994 en Ruanda y se calcula que entre 20 000 y 50 000 durante el conflicto de Bosnia a principios de la década de 1990).
Y el femicidio queda patente por cifras comparativas: en el mundo son asesinadas dos mujeres por cada hombre asesinado. Y el porcentaje de mujeres es del 65% de víctimas aproximadas por la violencia intrafamiliar
Esta violencia contra las mujeres y niñas ejercida por razón de su sexo encontraría su raíz en las históricas relaciones de poder entre hombre y mujer, en el modelo social patriarcal que ha propiciado relaciones de dominio de este sobre ella, la desigualdad entre sexos y la discriminación.
Habrían sido los movimientos feministas los que desde finales del siglo XIX y principalmente durante el pasado siglo, el siglo XX, diesen visibilidad a la condición de la mujer, logrando mediado el siglo XX que la violencia contra las mujeres pasase de considerarse un asunto privado a un problema social y público. Desde entonces la percepción pública se ha ido concienciando de las auténticas dimensiones del problema, y organismos internacionales y nacionales van sumándose y trabajan activamente por erradicarlo, promulgando leyes y promoviendo campañas de concientización. Al día de hoy no se puede dudar que la violencia contra la mujer es un problema global que afecta a los derechos humanos más básicos de más de la mitad de la población mundial y que hay que erradicar.
Habiéndose reconocido que la violencia contra la mujer tiene sus causas en la discriminación y la desigualdad, combatir esa discriminación y desigualdad, significa al tiempo atajar esa violencia.
Estudios recientes concluyen que la baja autoestima en mujeres se asocia de manera estadísticamente significativa con haber experimentado violencia. El mismo estudio destaca que la autoestima de las mujeres víctimas de violencia ejercida por pareja intima tiende a ser baja a media.

## La violencia contra la mujer tratada en los organismos oficiales

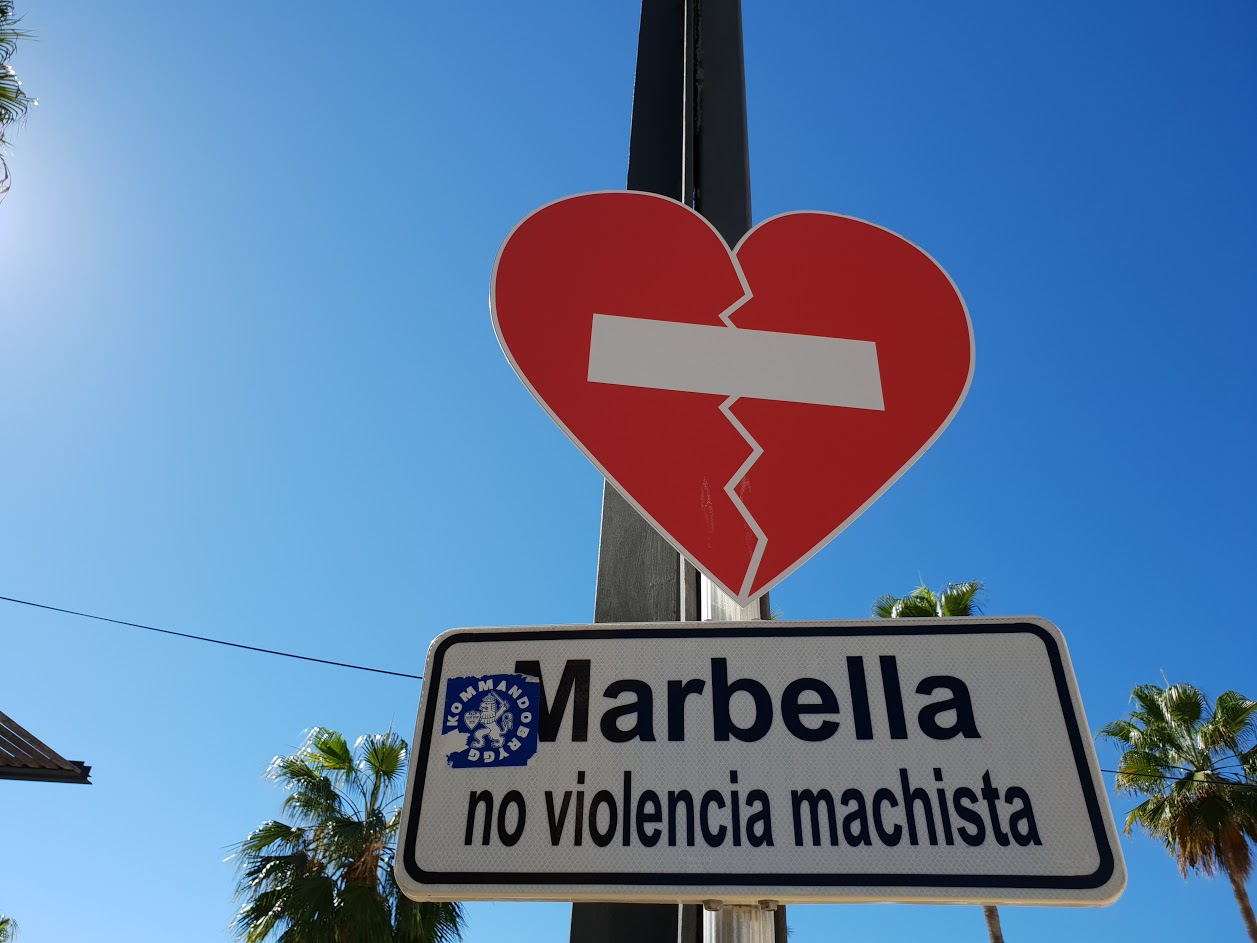
Señal contra la violencia machista en Marbella.

Desde 1975 se celebra la Conferencia Mundial sobre la Mujer como una forma de incorporar el tema a la política pública, y en 1993 las Naciones Unidas ratifican la Declaración sobre la eliminación de la violencia contra la mujer en la que se afirma que esta violencia es un grave atentado contra los derechos humanos de la mujer y de la niña, reconociendo «la urgente necesidad de una aplicación universal a la mujer de los derechos y principios relativos a la igualdad, seguridad, libertad, integridad y dignidad de todos los seres humanos»; también reconociendo el papel desempeñado por las organizaciones en pro de los derechos de la mujer, organizaciones que facilitaron dar visibilidad al problema. Siendo la violencia contra la mujer un problema que afecta a los derechos humanos:

Reconociendo que la violencia contra la mujer constituye una manifestación de relaciones de poder históricamente desiguales entre el hombre y la mujer, que han conducido a la dominación de la mujer y a la discriminación en su contra por parte del hombre e impedido el adelanto pleno de la mujer, y que la violencia contra la mujer es uno de los mecanismos sociales fundamentales por los que se fuerza a la mujer a una situación de subordinación respecto del hombre, [...] Proclama solemnemente la siguiente Declaración sobre la eliminación de la violencia contra la mujer e insta a que se hagan todos los esfuerzos posibles para que sea universalmente conocida y respetada.
Declaración sobre la eliminación de la violencia contra la mujer. ONU 1993.

En 1995, la Declaración y Plataforma de Acción de Beijing, supone otro hito en los esfuerzos de las Naciones Unidas para acabar con la violencia contra las mujeres. Establece una agenda, considerada en 2020 como visionaria por la propia ONU, con el objetivo de acabar con la violencia contra las mujeres y las niñas y alcanzar la igualdad de género como «requisito previo para lograr la igualdad, el desarrollo y la paz».
En el mismo sentido, el 5 de marzo de 1995, se adoptó la «Convención Interamericana para Prevenir, Sancionar y Erradicar la Violencia contra la Mujer: Convención de Belém do Pará».
En 1999, a propuesta de la República Dominicana con el apoyo de 60 países más, se declaró el 25 de noviembre Día Internacional de la Eliminación de la Violencia contra la Mujer. La fecha del 25 de noviembre se eligió para conmemorar a las hermanas Mirabal, tres activistas políticas que fueron brutalmente asesinadas en 1960 por orden del gobernante dominicano Rafael Trujillo.
En Canadá se celebra el Día nacional del recuerdo por las víctimas de la violencia contra la mujer el 6 de diciembre, en conmemoración de la masacre de la Escuela Politécnica de Montreal.

### Foro Generación Igualdad (Generation Equality Forum)
El Foro Generación Igualdad ha sido un encuentro mundial convocado por ONU Mujeres y organizado por los gobiernos de México y Francia, celebrado en Ciudad de México en marzo y en París del 30 de junio a 2 de julio de 2021. El foro, con la preferente colaboración de la sociedad civil, apoyándose en el activismo en pro de los derechos de las mujeres y el feminismo, busca involucrar a la juventud (generación igualdad) como motor de cambio transformador.
El 2020 se cumplieron 25 años de la Cuarta Conferencia Mundial sobre la Mujer y la Declaración y Plataforma de Acción de Beijing, hitos en los compromisos mundiales en pro de la igualdad de género. La Plataforma de acción de Beijing se centró en 12 ámbitos como preferentes para llegar a alcanzar la igualdad. En 2020 aun sin haberse alcanzado la igualdad, se han dado pasos significativos que nos acercan a ella. El Foro Generación Igualdad toma el testigo y convoca a «todos los sectores de la sociedad —gobiernos, la sociedad civil, el sector privado, emprendedoras y emprendedores, sindicatos, artistas, el mundo académico y personalidades influyentes—» para, mediante acciones intergeneracionales y la participación activa de la juventud, alcanzar el objetivo de la igualdad de género. Oradores pusieron de relieve la importancia de que hombres y niños se involucren en la tarea de poner fin a las desigualdades de género.

## Terminología
«Violencia contra la mujer» es el término que utiliza la ONU para referirse a la violencia ejercida contra las mujeres por razón de su sexo, la define como:  «todo acto de violencia basado en la pertenencia al sexo femenino que tenga o pueda tener como resultado un daño o sufrimiento físico, sexual o psicológico para la mujer, así como las amenazas de tales actos, la coacción o la privación arbitraria de la libertad, tanto si se producen en la vida pública como en la vida privada». Es un término ampliamente utilizado. 
Otro término de gran difusión es «violencia de género» I si bien este otro término sería menos específico, ya que englobaría toda la violencia determinada por el sexo o género, «se refiere  a aquella dirigida contra una persona en razón del género que él o ella tiene, así como de las expectativas sobre el rol que él o ella deba cumplir en una sociedad o cultura.» Uno y otro términos suelen emplearse indistintamente.
El término «violencia de género» surge a mediados del siglo XX desde ámbitos del feminismo para dar visibilidad a la violencia ejercida contra las mujeres por su condición de mujer como consecuencia del hecho histórico del patriarcado. Este término tendría el inconveniente de su posible abstracción si no se contextualiza en las relaciones de poder entre sexos que penaliza a la mujer y es causa de que, aunque se pueda ser víctima de la violencia de género independientemente del sexo, son las mujeres y niñas las mayoritariamente afectadas.

Los conceptos de género y patriarcado han llegado a convertirse en dos conceptos fundamentales, tanto por su elaborada capacidad de síntesis para hacer referencia a una realidad compleja, como por su generalizada aceptación por parte de la comunidad feminista y académica.
Ana de Miguel Álvarez

También es de uso «violencia machista», término más explícito que no designaría la violencia cometida necesariamente por hombres, sino la ejercida por motivaciones machistas.
Términos más específicos, según los tipos de violencia, son: violencia doméstica, violencia en la pareja, violencia en la familia, feminicidio, etc.

## Raíces de la violencia contra la mujer

### Historia del patriarcado

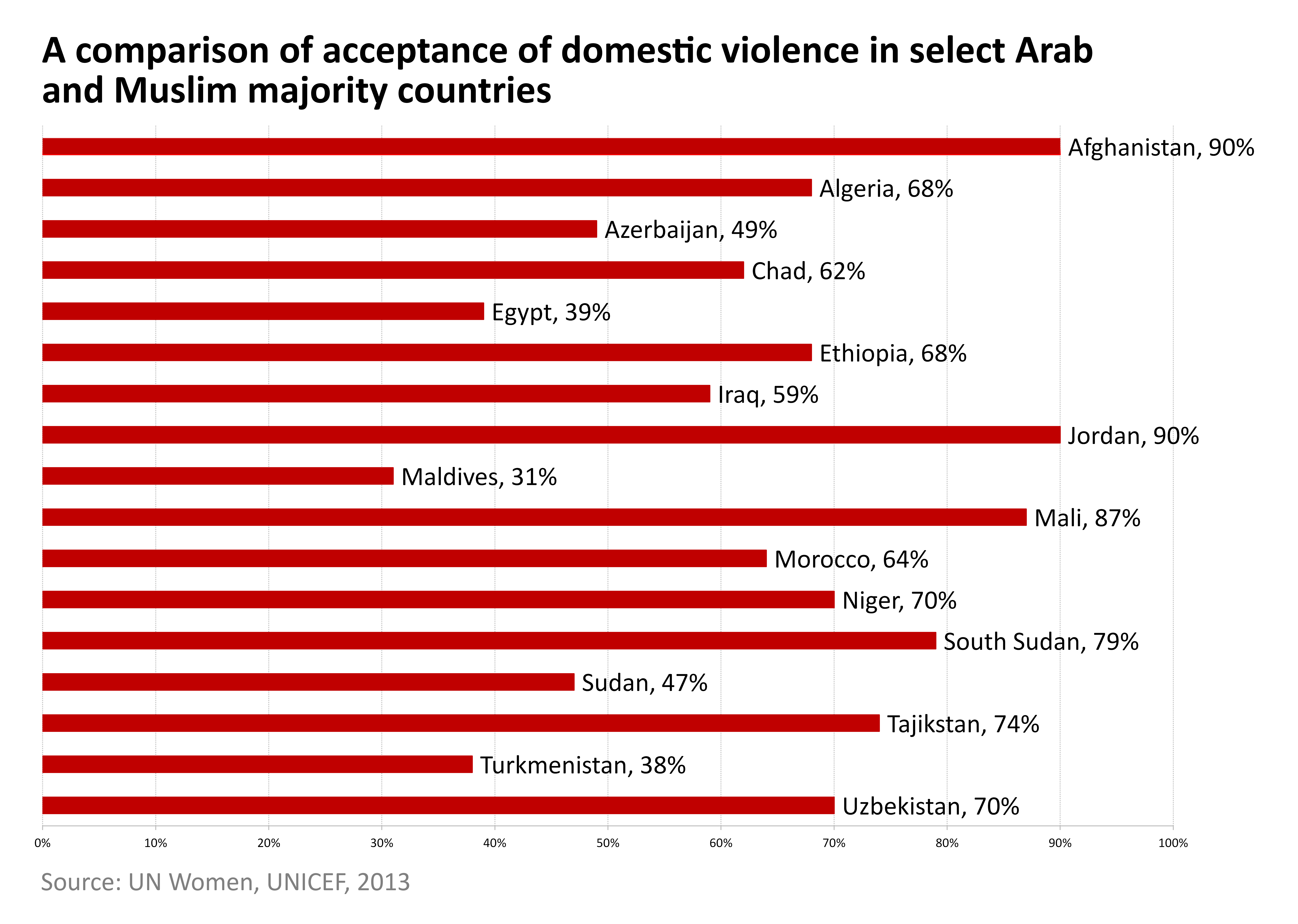
Comparación de la aceptación de la violencia doméstica en países musulmanes (UNICEF 2013).

Actualmente la familia patriarcal puede aparecer desdibujada; en sus orígenes, convirtió a la mujer en objeto propiedad del hombre, el patriarca. Al patriarca pertenecían los bienes materiales de la familia y sus miembros. Así, la mujer pasaba de las manos del padre a las manos del esposo, teniendo ambos plena autoridad sobre ella, pudiendo decidir, incluso, sobre su vida. La mujer estaba excluida de la sociedad, formaba parte del patrimonio de la familia, relegada a la función reproductora y a las labores domésticas.
En la Roma clásica, en sus primeros tiempos, se manifiesta la dependencia de la mujer, debiendo obediencia y sumisión al padre y al marido.

El paterfamilias tenía sobre sus hijos el derecho a vida y muerte; podía venderlos como esclavos en territorio extranjero, abandonarlos al nacer o entregarlos a manos de los familiares de sus víctimas si habían cometido algún delito; desposarlos y pactar o disolver sus matrimonios. Pero así como los varones pasaban a ser paterfamilias cuando moría el padre, y adquirían todas sus atribuciones jurídicas dentro de su familia, las mujeres, por el contrario, iban a permanecer de por vida subordinadas al poder masculino, basculando entre el padre, el suegro y el esposo.
Antonio Gil Ambrona.

Este tipo de familia patriarcal ancestral sufrió durante la República y el Imperio numerosas modificaciones. El derecho sobre la vida de la mujer fue abolido. A esta se le seguía reservando la pena de muerte en determinados supuestos, pero ya no era el marido el que decidía sobre ello, siendo la comunidad la encargada de juzgarla. En determinados momentos la mujer llegó a conseguir una cierta emancipación: podía divorciarse en igualdad de condiciones con el hombre, dejó de mostrarse como la mujer abnegada, sacrificada y sumisa y en la relación entre esposos se vio matizada la autoridad del marido. Esto ocurría principalmente en las clases altas y no evitó que la violencia siguiese dándose en el seno del matrimonio «dirigida a controlar y someter a las mujeres mediante la agresión física o el asesinato».
Los avances que pudieron darse durante la República y el Imperio romanos desaparecieron en el periodo oscuro del medievo. Una sociedad que rendía culto a la violencia, la ejerció también contra las mujeres y estas se convirtieron frecuentemente en moneda de cambio para fraguar alianzas entre familias. «En las clases más bajas, además de cumplir con la función reproductora, constituían mano de obra para trabajar en el hogar y en el campo».
En esta historia han jugado un papel importante las religiones, suponiendo una justificación moral del modelo patriarcal: «Las casadas estén sujetas a sus maridos como al Señor, porque el marido es cabeza de la mujer, como Cristo es cabeza de la Iglesia y salvador de su cuerpo».

## Estudios sobre hombres que ejercen violencia intrafamiliar[27]
«Si hay algo que define al agresor [en la violencia de género] es su normalidad, hasta el punto de que su perfil podría quedar resumido de forma gráfica en los siguientes tres elementos: hombre, varón, de sexo masculino. Su perfil es que “no hay perfil”» Aunque comparados, en estudios sobre la violencia en la pareja, con aquellos que no han agredido a sus parejas, se ha podido detectar en ellos: «Hostilidad frente a las mujeres, baja socialización y responsabilidad, autoreconocimiento de consumo de drogas, comportamiento agresivo, conducción peligrosa de vehículos, conducta delictiva y tendencias antisociales y narcisistas.»  Por otro lado, en parejas en las cuales la violencia no es recíproca, el 70% de las agresiones violentas provienen de la mujer.
Para conocer aspectos específicos de la violencia contra las mujeres sería necesario conocer el contexto en el que se produce y sus características:
- Funciona como un mecanismo de control sobre la mujer
- Es un patrón de conducta aprendido y trasmitido de generación a generación.
- Las normas sociales, con mayor o menor peso según tiempo y sociedades, minimizan su importancia tendiendo a justificarla.
- El modelo sexual, un modelo androcéntrico heredado, que favorece la hipermasculinidad.

El alcohol y otros factores, incluida la personalidad del agresor, actuarían como coadyuvantes, pudiendo definirse determinados perfiles que estadísticamente cometen más delitos contra la mujer:
- Suelen representar caricaturas según los mitos culturales de la masculinidad patriarcal, que le indican lo que “debe” ser un hombre. Por ejemplo, aun cuando no lo acepten, se manifiestan en formas que tienden a controlar y dominar a cada integrante de la familia a quienes consideran inferiores, especialmente las mujeres y los niños.

- Tienen dificultades para expresar sus sentimientos y lo que les afecta de cada situación; esto es para ellos signo de “debilidad”, pues su ideología es que el hombre debe ser fuerte.

- El aislamiento emocional, sus relaciones no tienen ningún grado de intimidad que permita hablar o expresar físicamente sus sentimientos, especialmente el cariño, en los conflictos afectivos.[30]

- En el proceso de su crianza hubo un ambiente de madre sumisa, abnegada y un padre autoritario, manipulador. Esto crea el ciclo de la violencia intrafamiliar.[31]

Un factor de riesgo importante es «haber sido testigo o víctima de violencia por parte de los padres durante la infancia o adolescencia».

El estudio de Naciones Unidas sobre la violencia en niños del año 2006 ponía en evidencia que “entre 133 y 275 millones de niños en todo el mundo son testigos de violencia domestica anualmente”
VI Congreso del Observatorio Contra la Violencia Doméstica y de Género. Teresa Peramato Martín

## Consideración actual
La violencia contra las mujeres no es exclusiva de ningún sistema político o económico; se da en todas las sociedades del mundo y sin distinción de posición económica, raza o cultura. Las estructuras de poder de la sociedad que la perpetúan se caracterizan por su profundo arraigo y su intransigencia. En todo el mundo, la violencia o las amenazas de violencia impiden a las mujeres ejercitar sus derechos humanos y disfrutar de ellos.
Amnistía Internacional, Está en nuestras manos. No más violencia contra las mujeres.

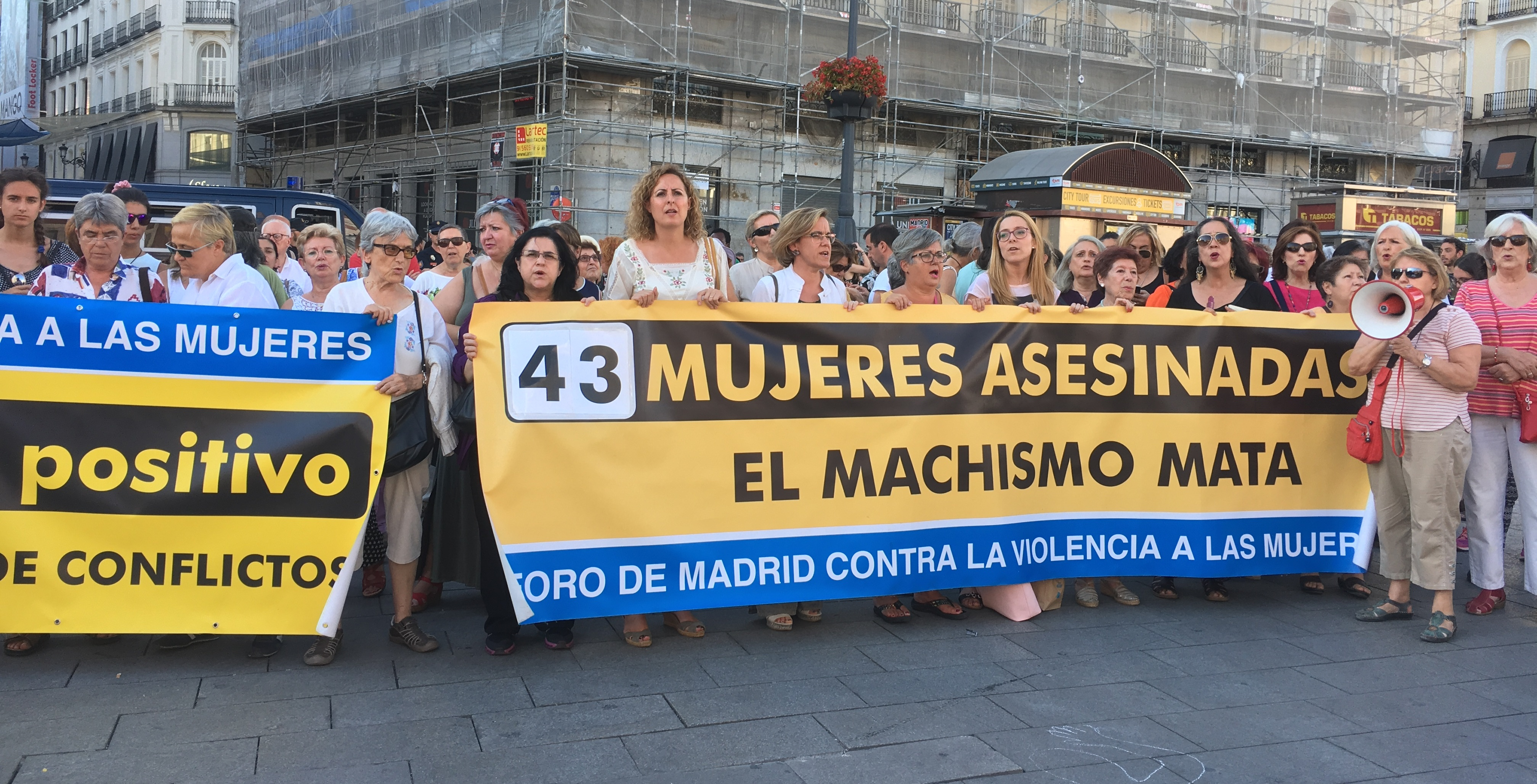
Concentración del Foro de Madrid contra la violencia hacia las mujeres en 2017

Fueron las organizaciones feministas en la segunda mitad del siglo XX las que dieron visibilidad plena al problema de la violencia contra la mujer. Es curioso que en muchos países se confeccionasen estadísticas sobre accidentes de tráfico al tiempo que se ignoraba la incidencia de feminicidios y violaciones, de la misma manera que es curioso que siendo noticia los casos de violencia dentro de la pareja con resultado de muerte, no lo fueran otro tipo de muertes no accidentales como son los suicidios y que tardase el analizar las causas que los provocan. En Francia, un artículo de Janna Hanmer, aparecido en la revista Questions Feministes, dirigido por Simone de Beauvoir, se preguntaba por qué no se elaboraban estadísticas sobre la incidencia de la violencia contra la mujer en el seno de la familia; «encontraba la respuesta, precisamente, en que el fenómeno era considerado como un problema particular y no un hecho social».  Iberoamérica y el Caribe han sido «una de las regiones del mundo que mayor atención ha prestado a la lucha contra la violencia hacia la mujer», mostrándose especialmente activa en la consolidación de redes sociales, sensibilizando a los medios de comunicación, adquiriendo compromisos institucionales y legislando para erradicar un problema que afecta al 50 % de la población mundial limitando y conculcando sus más elementales derechos humanos. En aquellos tiempos costó hacer ver que las agresiones hacia las mujeres no eran producto de momentos de frustración, tensión o arrebatos, contingencias de la vida en común; sino que eran consecuencia de los intentos de mantener la subordinación de la mujer, de la consideración ancestral de la mujer como un objeto propiedad del hombre; y, por lo tanto, deberían dársele una consideración especial.
1975-1985 se declaró Decenio de la Mujer. Especial importancia tuvo la celebración del Tribunal Internacional de Crímenes contra las Mujeres en Bruselas en 1976, siendo la primera vez que se tipificaron como crímenes diferentes tipos de violencia cometidos contra las mujeres, creándose la Red Feminista Internacional con programas de apoyo y solidaridad. Consecuencia de su resonancia, en 1979, la Asamblea de las Naciones Unidas aprobó la Convención sobre la Eliminación de Todas las Formas de Discriminación Contra la Mujer y en 1980 se celebró en México la I Conferencia Mundial de la ONU sobre la Mujer, activándose al año siguiente la Convención para Erradicar la Discriminación contra la Mujer (CEDAW). Estos acontecimientos impulsaron toda una serie de medidas legislativas y modificaciones de códigos penales que en los diferentes países se han venido produciendo desde entonces.  En 1993 las Naciones Unidas ratificaba la Declaración sobre la Eliminación de la Violencia Contra la Mujer y en 1995, en Belem do Para (Brasil), se adoptó la Convención Interamericana para Prevenir, Sancionar y Erradicar la Violencia Contra la Mujer.
Hoy en día numerosos países cuentan con estrategias específicas para combatir la violencia contra la mujer. Estos países han modificado su legislación incluyendo en ella leyes contra la violencia hacia la mujer, diseñan planes generales y sectoriales para combatirla y promueven campañas para interesar a los diferentes ámbitos de la sociedad en este problema.  Estas estrategias han servido a su vez para sensibilizar a Estados y Sociedad ante otras formas de violencia: contra la infancia,  ancianos, minusválidos, colectivos minoritarios, etc.  No obstante, la violencia contra la mujer sigue produciéndose en altas tasas. También, habiendo sido las sociedades occidentales las pioneras en esta lucha, siendo en estas sociedades donde los movimientos por los derechos de la mujer antes y más se han desarrollado, en otras muchas sociedades, esta lucha se encuentra sensiblemente retrasada.

### En México
En México, al menos 6 de cada 10 mexicanas han sufrido violencia, donde 41.3% de las mujeres son víctimas de violencia sexual, y en los casos más extremos, 9 mujeres son asesinadas cada día.
Asimismo, del 1 de diciembre de 2018 al 31 de diciembre de 2020, el Registro Nacional de Personas Desaparecidas y No Localizadas (RNPDNO) registró la desaparición de 20,431 mujeres, adolescentes y menores de edad en México. Igualmente, de enero a diciembre de 2020, 3,752 mujeres y niñas fueron asesinadas, con 969 casos bajo investigación por suicidio, o el 26%, según datos del Secretariado Ejecutivo del Sistema Nacional de Seguridad Pública (SESNSP). Del mismo modo, de acuerdo con el SESNSP, 2021 fue el año con mayor número de feminicidios en la historia de México: 1,006 casos.
Finalmente, de acuerdo con la Encuesta Nacional sobre la Dinámica de las Relaciones en los Hogares (ENDIREH) 2016, de las mujeres de 15 años y más han sufrido a lo largo de su vida: 49% violencia emocional, 41.3% violencia sexual y 34% violencia física. Igualmente, 25.3% mujeres han sufrido violencia por ámbito escolar a lo largo de su vida, 26.6% en el ámbito laboral, 38.7% en el ámbito comunitario, 43.9% a lo largo de su relación actual o última, y 10.3% en el ámbito familiar en los últimos 12 meses.

## Violencia contra la mujer en la familia
La violencia contra la mujer comienza en la infancia y es en la familia donde principalmente se ejerce esa violencia. La infancia es especialmente vulnerable a la violencia y la niña sufre un plus añadido por su condición femenina. A la ablación, generalizada en determinadas comunidades e ineludiblemente ligada al sexo femenino, el comercio sexual que puede arrancar ya en el seno de la familia con la venta de la niña, o el infanticidio y los abusos sexuales, más frecuentemente ligados al sexo femenino, se une una más estricta autoridad paterna, ejercida también por hermanos, y una educación discriminatoria que limita sus expectativas vitales.
El infanticidio femenino es habitual en determinadas culturas. «En la India la proporción entre hombres y mujeres es la más desigual del mundo». En Pakistán y Bangladés existen parecidos desequilibrios y en regiones de China el infanticidio femenino está generalizado. Una percepción de la mujer devaluada, costumbres discriminatorias, considerar la educación de las niñas como una carga y los deseos del padre de perpetuar el apellido mediante un varón serían las causas de estos infanticidios. «En algunas zonas de Pakistán –y también en el vecino Afganistán- el nacimiento de una niña va acompañado de ritos de duelo». En China, la imposición del «hijo único» en 1978, en un país con una marcada y ancestral preferencia por la descendencia masculina, multiplicó este tipo de infanticidios. En la actualidad, la posibilidad de detectar el sexo durante el embarazo ha venido a agravar el problema con abortos selectivos.
Más del 80 % de las violaciones las perpetran miembros de la familia de la víctima, y mayoritariamente a edades muy tempranas, cuando esta no pasa de ser una niña. Padres, abuelos, tíos, adultos en los que ella confía pasan a ser sus agresores. Este es un problema mundial que en muchas ocasiones no trasciende más allá de los límites de la propia familia, la niña sufre la violencia en silencio, avergonzada y con sentimientos de culpa.
La venta de niñas sería otra violencia sufrida por la mujer en la infancia y en la familia. Estas ventas pueden tener diversas finalidades, pero el lucrativo negocio de la prostitución, las enfermizas inclinaciones sexuales de clientes, unido a la miseria en la que se ven sumidas muchas familias han extendido el comercio de niñas, menores de diez años en muchos casos, destinadas a la explotación sexual.  Podríamos decir que es un problema limitado a determinados países no occidentales, pero es Occidente desde donde parten los clientes en un «turismo sexual» que está adquiriendo auge. «El llamado "turismo sexual" es una de las formas contemporáneas del saqueo al que viven sometidos los países pobres. […] Según la UNICEF existen en torno a doscientos mil adeptos del turismo sexual» (cuatro de cada diez turistas que visitan Tailandia lo hacen solos).
A estas violencias, aún habría que sumar otras muchas de menor carácter que irían desde un mayor autoritarismo paterno y familiar, a los matrimonios forzosos. La violencia ejercida contra la mujer, sea cual sea su naturaleza, tiene como marco preferente la familia.

## Violencia contra la mujer en la pareja

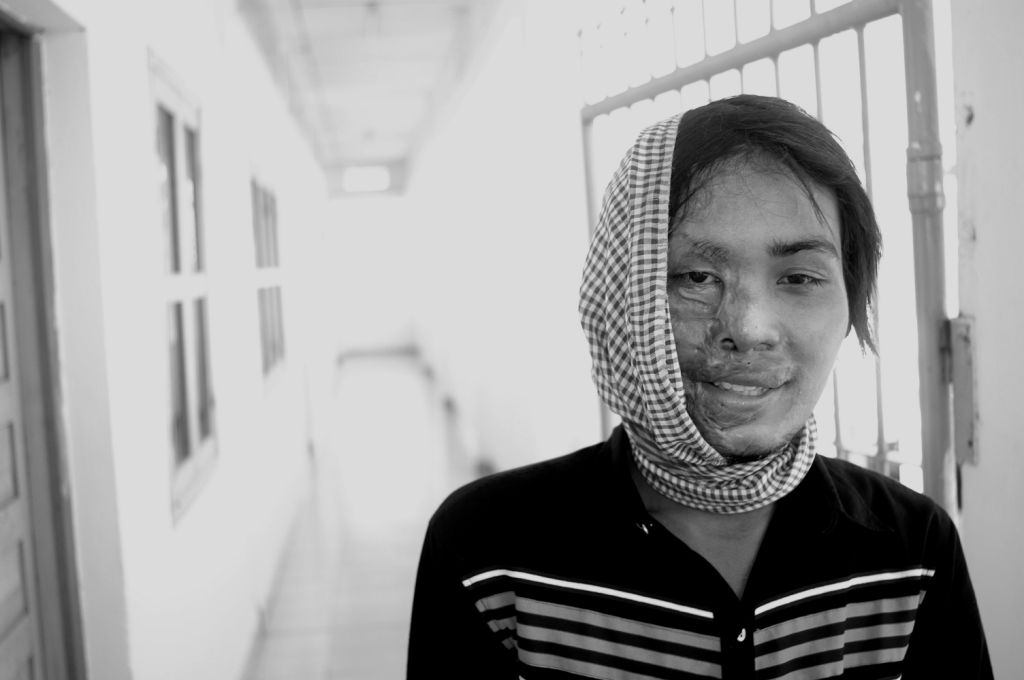
Mujer víctima de un ataque con ácido, en Camboya.

Gráfico de la prevalencia (por millón) de la violencia contra mujeres en las relaciones de pareja por país.

La violencia contra la mujer por parte de su pareja o expareja está generalizada en el mundo dándose en todos los grupos sociales independientemente de su nivel económico, cultural o cualquier otra consideración. Aun siendo de difícil cuantificación, dado que no todos los casos trascienden más allá del ámbito de la pareja, se supone que un elevado número de mujeres sufren o han sufrido este tipo de violencia. Estudios realizados en países por desarrollar arrojan una cifra de maltrato en torno al 20 %, encontrándose los índices más bajos en países de Europa, en Estados Unidos, Canadá, Australia y Japón con cifras en torno al 3 %.
«Es un hecho que en una relación de pareja la interacción entre sus miembros adopta formas agresivas». En todas las relaciones humanas surgen conflictos y en las relaciones de pareja también. Las discusiones, incluso discusiones acaloradas, pueden formar parte de la relación de pareja. En relaciones de pareja conflictivas pueden surgir peleas y llegar a la agresión física entre ambos. Esto, que podría alcanzar cotas de violencia que serían censurables y perseguibles, formaría parte de las dificultades a las que se enfrentan las parejas. El maltrato nada tiene que ver con esto; en el maltrato el agresor siempre es el mismo: «Por definición, el conflicto es una modalidad relacional que implica reciprocidad y es susceptible de provocar un cambio. Por el contrario, el maltrato, aunque adopte las mismas formas –agresiones verbales y físicas-, es unilateral, siempre es la misma persona la que recibe los golpes».
Las cifras de mujeres víctimas de violencia familiar llevada a cabo por quien sea o haya sido su pareja señalan que anualmente decenas o cientos de mujeres son asesinadas a manos de sus parejas en diferentes países del mundo.
En la pareja el maltrato es mayoritariamente ejercido por él contra ella. Tiene unas causas específicas: los intentos del hombre por dominar a la mujer, la baja estima que determinados hombres tienen de las mujeres; causas que conducen a procurar instaurar una relación de dominio mediante desprecios, amenazas y golpes.
Los rasgos más visibles del maltrato son las palizas y los asesinatos, son los que trascienden del ámbito de la pareja; sin embargo, los maltratos de «baja intensidad», los maltratos psíquicos que mantenidos en el tiempo socavan la autoestima de la mujer, son los que mayoritariamente se dan. Cuando trasciende un caso de maltratos, la mujer puede llevar años sufriéndolos. Y si los maltratos pueden producirse en cualquier etapa de la historia de la pareja, es en el momento de la ruptura y tras esta, si se produce, cuando llegan a exacerbarse.
Es frecuente tratar el tema de los maltratos como casos individuales: los maltratadores sufrirían una suerte de trastornos que les conducirían a maltratar a la mujer. Esta sería una visión del problema que evitaría tratarlo como un problema social.

El modelo psicopatológico explica la violencia como resultado de conductas desviadas propias de ciertos individuos cuya historia personal está caracterizada por una grave perturbación. Este enfoque, al fin y al cabo tranquilizador, habla de un «otro», un «enfermo» o «delincuente», al que, después de examinarlo, se le puede castigar o tratar médicamente. 

Desde el punto de vista feminista la violencia masculina se percibe como un mecanismo de control social que mantiene la subordinación de las mujeres respecto de los hombres. La violencia contra las mujeres se deriva de un sistema social cuyos valores y representaciones asignan a la mujer la categoría de sujeto dominado.
Maryse Jaspard.

Las consecuencias últimas de la violencia contra la mujer en la pareja son la de decenas o cientos de mujeres muertas cada año, en los diferentes países, a manos de sus parejas o exparejas.

### Instrumentalización de los hijos y violencia vicaria
La violencia vicaria (a veces denominada violencia por sustitución) es una expresión de uso reciente aplicada en el ámbito de la violencia de género contra la mujer que denomina a una forma de violencia por interpósita persona (es decir, dañando a un tercero para afectar a la víctima) por la que un hombre ataca a la hija o hijo de una madre con el objetivo de causarle dolor.

## Violencia obstétrica y ginecológica
La violencia obstétrica o ginecológica se refiere a las prácticas y conductas realizadas por profesionales de la salud a las mujeres durante el embarazo, el parto y el puerperio, tanto en el  ámbito público como en el  privado, que por acción u omisión son violentas o pueden ser percibidas como violentas. Incluye actos no apropiados o no consensuados, como episiotomías sin consentimiento, intervenciones dolorosas sin anestésicos, obligar a parir en una determinada posición o proveer una medicalización excesiva, innecesaria o iatrogénica que podría generar complicaciones graves. Esta violencia también puede ser psicológica, con tratos infantiles, paternalistas, autoritarios, despectivos, despectivos, humillantes, con insultos verbales, despersonalizado o con vejaciones.

## Violencia contra la mujer en política
Se trata de una forma específica de violencia ejercida contra las mujeres por el hecho de participar o querer participar en política. Activistas, candidatas, legisladoras y otras mujeres activas en política sufren distintas modalidades de este tipo de violencia, en un espectro que puede ir desde los llamados micromachismos dentro de las organizaciones políticas, pasando por acoso sexual, acoso institucional, violencia física y asesinato o intentos de asesinato.
Existe cierta controversia acerca de si esta es una subcategoría de violencia política en general o una forma más de violencia contra la mujer. Los argumentos para considerarla una forma de violencia hacia la mujer por el hecho de ser mujer, se basan en que esta violencia busca concretamente la retirada de las mujeres de la política y que representa una reacción contra los avances en los derechos políticos de las mujeres.

## La violencia psicológica contra la mujer
La violencia psicológica es un tema que con más frecuencia se está escuchando y de acuerdo a las encuestas de la OMS va ascendiendo, a pesar de la modernidad y rápida urbanización de la población del mundo, la violencia en cualquier manifestación, se sigue expandiendo. Dentro de la violencia generada hacia la mujer, se encuentra la psicológica, sin duda sutil y grave a su vez. La violencia psicológica podemos definirla como: el conjunto de conductas que generan agresión, denigrando y modificando la autoestima de la mujer, así como la imagen de sí misma. Hay tres formas en que se puede emplear este tipo de violencia:
1. Maltrato psicológico.  Consiste en el trato degradante continuo que tiene como propósito atacar la dignidad de la persona. Es difícil de detectar pues son muy sutiles pero con el tiempo afectan.
2. Acoso psicológico. Es generar violencia psicológica planificada para obtener un propósito específico, donde el atacante está consciente de lo que quiere lograr, en este caso denigrar la autoestima de la violentada para someterla.
3. Manipulación mental'. Es la forma de control que se da entre dos personas, en este caso, del hombre hacia la mujer generando paulatinamente que ésta pierda su autonomía, libertad y toma de decisiones haciéndola dependiente en todas las formas: económica y emocionalmente.

En las investigaciones cualitativas se muestra de forma sistemática que las mujeres a menudo consideran el maltrato psíquico más devastador que la violencia física. Los actos específicos de maltrato psíquico infligido por la pareja que se incluyen en el Estudio de la OMS son los siguientes:
- ser insultada o hacerla sentirse mal sobre ella misma;
- ser humillada delante de los demás;
- ser intimidada o asustada a propósito (por ejemplo, por una pareja que grita y tira cosas);
- ser amenazada con daños físicos (de forma directa o indirecta, mediante la amenaza de herirla a ella o a alguien importante para la entrevistada).

En todos los países objeto del Estudio, entre el 20 % y el 75 % de las mujeres había experimentado, como mínimo, uno de estos actos, en su mayoría en los últimos 12 meses previos a la entrevista. Los que más se mencionaron fueron los insultos, la humillación y la intimidación. Las amenazas con daños físicos fueron menos frecuentes, aunque casi una de cada cuatro mujeres en los entornos provinciales de Brasil y Perú declaró que había sido amenazada. Entre las mujeres que informaron haber sido objeto de este tipo de violencia, al menos dos tercios había sufrido la experiencia en más de una ocasión[cita requerida].
"El maltrato psíquico es peor.
Cuando te están humillando continuamente y te dicen que eres una inútil, que no vales nada."
- Mujer entrevistada en Serbia y Montenegro
Dada la complejidad que supone definir y medir el maltrato psíquico de modo relevante y significativo en todas las culturas, los resultados de la investigación del Estudio de la OMS sobre la violencia psíquica y los comportamientos dominantes deben considerarse más un punto de partida que una medida global de cualquiera de las formas de maltrato psíquico. En la actualidad (2021) ya se analiza la conexión que existe entre el maltrato psíquico y sus consecuencias para la salud, el maltrato psíquico en sí mismo y el maltrato psíquico unido a la violencia física o sexual infligida por la pareja.

## Violación
Las violaciones son una realidad mundial. Tanto en los países ricos como en los pobres, pese a las diferencias culturales, religiosas y sociales las mujeres siguen consideradas frecuentemente como meros objetos
Sandrine Treiner.

«La violación es, sin ningún género de dudas, la forma más evidente de dominación ejercida, de manera violenta, por los hombres sobre las mujeres».  En ella se traslucen los iconos atávicos presentes aún en la mente del hombre, lo que se conoce como machismo: implica un menosprecio de la mujer considerándola como mero objeto destinado a satisfacer las apetencias sexuales y la convicción de que la mujer debe estar sometida al hombre. No supone considerar a la mujer inferior al hombre en una cuestión de grado sino el considerarla un ser inferior, un ser con el que se pueden cometer todo tipo de excesos.
Más del 14 % de las mujeres estadounidenses mayores de 17 años admiten haber sido violadas. Esta cifra se podría extrapolar a otras sociedades occidentales. Y aunque en países este porcentaje puede bajar (8 % en Canadá, 11,6 % en Suiza, 5,9 % en Finlandia), en Sudáfrica, uno de los países en los que el problema es más preocupante, el porcentaje sube al 25 % con 1 500 000 violaciones cada año. Nuevamente es en el ámbito familiar donde se produce el mayor porcentaje de violaciones, probablemente más del 70 %.

Las cifras ponen de relieve la dimensión de la violación como abuso de poder y confianza, y echan por tierra la tendencia culpabilizadora de tantas sociedades que consideran que las víctimas de las violaciones son unas mujeres imprudentes que tienen comportamientos arriesgados: atuendos provocativos, salidas nocturnas, etc.
Sandrine Treiner.

Serían las mujeres con unos mayores niveles de formación e independencia las que más estarían expuestas a ser violadas. Estarían más expuestas a ser violadas aquellas mujeres con mayor determinación ante los requerimientos sexuales no deseados; lo que indicaría que muchas violaciones no llegan a producirse al ceder las mujeres ante relaciones sexuales impuestas. Por lo que al hecho de la violación habría que sumar el de la imposición de relaciones sexuales no deseadas, forma de violación que no figuraría en las estadísticas.

La sexualidad no siempre resulta una elección para la adolescente: un 15,4 por 100 de las chicas declaraban «haber sufrido una o varias relaciones sexuales “bajo coerción” o “a la fuerza”». Entre ellas, las tres cuartas partes de las relaciones impuestas lo habían sido por otros jóvenes y, con mayor frecuencia, por jóvenes conocidos.
Raquel Osborne.

La violación produce efectos devastadores que van más allá de los causados por la violencia ejercida. Las mujeres violadas pueden caer en profundas depresiones, pudiendo llegar a suicidarse, pueden cambiar su carácter volviéndose más retraídas,  caer en el consumo de alcohol o drogas. El sida o quedar embarazadas de su agresor son también sus posibles consecuencias. Las mujeres víctimas de la violación sufren una doble agresión, a la del agresor se suma la de la familia y la comunidad. La mujer violada queda estigmatizada por una familia y una sociedad que depositan su honor en su cuerpo. En algunas culturas puede incluso llegar a ser asesinadas por miembros de su propia familia para «lavar su honor», o sufrir su rechazo y el de la comunidad.

Lo cierto es que la tradición tribal iraquí no les deja  elección: cuando una mujer es «mancillada» por una violación o por un acto sexual extra-matrimonial, está poniendo en peligro el honor de su familia y de toda la tribu. A la violación  se responde con represalias, pero lo primero es eliminar la «mancha», para lo que es necesario eliminar físicamente a la mujer
Cécile Hennion.

### La violación como arma de guerra
En tiempos de guerra las mujeres se convierten en objetivo para castigar a la comunidad enemiga. Las guerras en Bosnia y Ruanda pusieron de manifiesto la realidad de las violaciones sistemáticas en tiempos de guerra, en el presente y en la historia.
Nunca se tendrán cifras ciertas sobre estos hechos, el sentimiento de vergüenza de las víctimas mayoritariamente las mantendrá en silencio y, también, a estas violaciones, en numerosos casos, les sigue el asesinato. Se estima que por cada denuncia se han producido cien casos no denunciados. En la guerra de la antigua Yugoslavia, la comisión Warburton calculó el número de víctimas en 20.000, mientras algunas ONG elevaban esta cifra a 50.000. El portavoz de la Comisión de Derechos Humanos de la ONU, Tadeuz Mozoviecki, y el informe elaborado por la comisión Bassiouni, presentado en mayo de 1994, coincidieron en afirmar el carácter sistemático de las violaciones.
En el cuerpo de la mujer se escenifica el odio hacia el enemigo y las ansias de su destrucción: la violación puede ser pública, en presencia de sus familiares; a padres y familiares se les fuerza a su vez a violar a sus hijas y seres queridos. Mujeres, niñas y niños serían las víctimas escogidas. Todo en un intento de anularles como personas y de perpetuar la victoria sobre la comunidad sojuzgada cargando a sus mujeres con los hijos de sus enemigos.

La violación es el crimen de profanación por excelencia contra el cuerpo femenino, y, consecuentemente, contra toda promesa de vida del conjunto de la comunidad. De ahí que pueda definirse antropológicamente como una tentativa de invadir el espacio histórico del otro insertando en su árbol genealógico al hijo del enemigo «étnico».
Véronique Nahoum-Grappe.

## Explotación sexual
Según fuentes de la UNODC, durante la década 1990-2000, el tráfico de personas con destino en la prostitución se cobró 33 millones de víctimas, tres veces más que el tráfico de esclavos africanos durante cuatrocientos años, calculado en 11.500.000 personas.
Este, también, es un crimen universal. Las mujeres captadas con engaños o por la fuerza pueden pertenecer a cualquier país, principalmente países donde la población sufre carencias económicas o países en guerra, y el destino puede ser su propio país o cualquier otro, en este caso, principalmente países ricos.
Frecuentemente, los traficantes atraen a sus víctimas a través de falsas agencias matrimoniales o de empleo, donde les prometen mejores condiciones de vida pero que acaban por venderlas para hacer trabajos forzados. Estos delitos son una vulneración de los derechos humanos, atentan contra la vida degradando los derechos a la integridad, la libertad y la dignidad de las personas a condiciones modernas de esclavitud, violencia, abuso sexual y tratos crueles e inhumanos.
La explotación sexual convierte a las víctimas en esclavas. Los proxenetas se enriquecen manteniendo a las víctimas en condiciones infrahumanas, atemorizadas y amenazadas, obligadas a ejercer la prostitución en condiciones de explotación.
El principal objetivo de esta actividad se focaliza a las personas más desprotegidas como las mujeres, los niños y las niñas, los refugiados además de aquellos que solicitan asilo. Entre los factores que generan estas actividades se encuentran la falta de una distribución equitativa de recursos, la pobreza, el hambre, el desempleo, el analfabetismo, la discriminación contra la mujer, la violencia basada en el género, las políticas de migración restrictivas, las crisis humanitarias y los desplazamientos por conflictos políticos y armados
Desde el feminismo se ve como medio para combatir este tráfico el combatir la prostitución, acabar con el comercio sexual que, consideran, degrada a la mujer. El debate sobre la prostitución está abierto, existiendo grupos, entre ellos grupos de mujeres dedicadas a la prostitución, que consideran esta elección un derecho, y organizaciones feministas dispuestas a erradicarla.

### En México
México es el tercer país de Hispanoamérica que presenta las cifras más altas en lo que respecta a la trata, el tráfico y la explotación sexual de personas. De acuerdo a cifras del INEGI, EN MÉXICO 3.6 millones de personas utilizadas para explotación sexual, el 31 % son menores de edad —con edades entre 5 y 17 años— y 70 % personas emigrantes e indígenas obligados a realizar trabajos peligrosos para su seguridad, salud y moral en condiciones de trata.
En México, la trata de personas es el segundo negocio ilícito más redituable para la delincuencia organizada, solo por debajo del narcotráfico y por encima del tráfico de armas (CNDH-CEIDAS). 
Se requiere atacar este problema global de manera integral, y que el Estado Mexicano contribuya estableciendo una política de “tolerancia cero” a la explotación infantil; así como políticas de detección, prevención, atención integral y sanción a los delitos de explotación sexual y el tráfico de mujeres, niñas y niños.

## Ablación del clítoris
La ablación del clítoris, la mutilación genital femenina, es una forma de violencia contra la mujer. Es violencia de género, en la que intervienen las propias mujeres, bien consintiendo, bien realizando las prácticas. Aunque se localiza sobre todo en la zona centro-africana, esta práctica no se limita al continente africano, pues se sabe que esta práctica también ocurren en varios países de Asia, Europa, Australia e incluso América.
Se calcula que anualmente se le práctica a dos millones de mujeres. La ablación reduce a las mujeres a «una mera función reproductora» anulando su sexualidad.
Las consecuencias de la ablación comienzan en el momento de la intervención con un dolor insoportable y la posibilidad de producir la muerte de la víctima; prolongándose las secuelas durante el resto de la vida con dolores crónicos, problemas durante el parto y generando en la mujer la imposibilidad de mantener relaciones sexuales satisfactorias. A las secuelas físicas habría que añadir las psíquicas: la mujer a la que se le ha practicado la ablación es consciente de la mutilación a la que ha sido sometida pudiendo perder su autoestima.
La ablación se práctica, principalmente, en comunidades de países africanos subsaharianos y, aunque mayoritariamente es practicada por comunidades musulmanas, también se práctica en comunidades animistas, cristianas y judías. Entre los países donde se práctica la ablación se encuentran: Nigeria, Senegal, Sudán, Egipto,  Etiopía (de mayoría cristiana), Pakistán, Indonesia, Malasia,… «Es una tradición cultural y no religiosa, aunque coincida que sea en los países islámicos donde más frecuentemente se practique. […] En la mayoría de las comunidades musulmanas no se aplica la ablación, pero el imaginario social y religioso la ha asociado al Islam».
La ablación es, en muchos casos, llevada en secreto por las comunidades que la practican. Se trata de una tradición muy difícil de erradicar ya que puede ocurrir que padres, principalmente madres, aún mostrándose en desacuerdo, se sientan en la obligación de practicarla a sus hijas ante el temor de no poderlas casar.

La experiencia nos ha enseñado que no hay que dejar de repetir qué es la mutilación sexual para convencer de la necesidad absoluta de erradicar una práctica abyecta que reduce a las mujeres a una mera función reproductora y desprecia su dignidad como seres humanos.
 Linda Weil-Curiel.

## Feminicidio

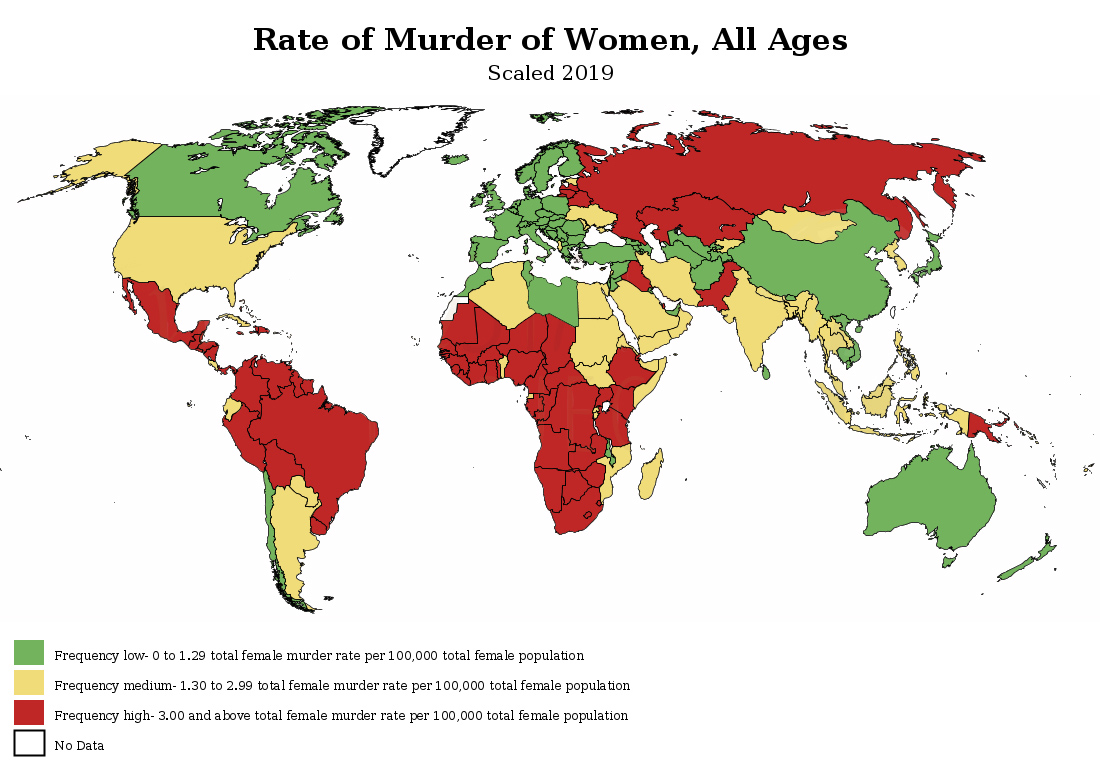
Un mapa del mundo que muestra asesinatos por cada 100,000 habitantes cometidos contra mujeres, 2019.

Feminicidio o femicidio es el asesinato de mujeres motivado por su condición de mujer. Es la más extrema violencia ejercida contra la mujer, En los casos de violencia continuada sería el extremo último de ese continuum.

El feminicidio es el crimen contra las mujeres por razones de género. Es un acto que no responde a una coyuntura ni actores específicos, pues se desarrolla tanto en tiempos de paz como en tiempos de conflicto armado y las mujeres víctimas no poseen un perfil único de rango de edad ni de condición socioeconómica. Sin embargo, existe mayor incidencia de la violencia en mujeres en edad reproductiva. Los autores de los crímenes tampoco responden a una especificidad ya que estos actos pueden ser realizados por personas con quienes la víctima mantiene un vínculo afectivo, amical o social, como por ejemplo familiares, parejas, enamorados, novios, convivientes, cónyuges, exconvivientes, excónyuges o amigos. También es realizado por personas conocidas, como vecinos, compañeros de trabajo y de estudio; de igual forma que por desconocidos para la víctima. Asimismo, puede ser perpetrado de manera individual o colectiva, e incluso por mafias organizadas.
 Centro de la Mujer Peruana Flora Tristán

El término feminicidio se está extendiendo, principalmente, en Hispanoamérica y el Caribe, siendo la españolización de feminicide acuñado por Diana Russell y Jill Radford en su texto Feminicide. The politics of women killing, de 1992. Diana Russell lo definió como «el asesinato de mujeres por hombres motivados por el odio, desprecio, placer o sentido de posesión hacia las mujeres». Se trata de un término más específico que el de homicidio que sirve para dar visibilidad a las motivaciones últimas de una mayoría de los homicidios de mujeres: la misoginia y el machismo.
El Centro de la Mujer Peruana Flora Tristán, haciéndose eco de movimientos feministas, consideró que la aceptación y extensión del término feminicidio permitiría evidenciar mejor la magnitud de este tipo de violencia contra la mujer, sería un tipo de homicidio específico en el que concurren causas históricas y que actualmente supone un grave problema social.
Los datos recogidos por el Centro de Mujeres de Perú (CMP) referidos a los años 2003, 2004 y 2005 revelaron que más del 64 % de las víctimas de feminicidio mantenían una relación afectiva con el agresor; y únicamente el 12 % de estos agresores eran desconocidos para el entorno de la víctima.

## Prevención de la  violencia contra la mujer
Como ya hemos visto este tipo de violencia se ejerce por la condición de ser mujer. Por eso se han desarrollado algunas formas de prevenirla, pero esto no significa que siempre sea eficaz. Una forma de prevenir estos delitos, es la creación o profundización de leyes, de manera que se proteja más a la mujer y le conceda más vías de escape. Otra forma, es el empoderamiento de la mujer en diversos ámbitos, pero sobre todo en el económico, ya que de esta manera ya no dependerían económicamente del marido por falta de ingresos o por sueldo insuficiente. También fortalecer las políticas públicas para que favorezcan la inclusión de la mujer en la vida social, implementando programas de tratamiento de las víctimas y de los agresores, ampliar la oferta de los servicios públicos a las mujeres, reformar el sistema judicial, y reformando la política educativa, para educar en igualdad.

## Legislación
Desde los años noventa muchos países han venido incorporado a su legislación leyes para combatir la violencia contra la mujer. Estas leyes persiguen garantizar el enjuiciamiento y castigo de aquellos que la ejercen, empoderar y dar apoyo a las víctimas y prevenirla.
En 1994 fue adoptada la Convención Interamericana para Prevenir, Sancionar y Erradicar la Violencia contra la Mujer conocida también como la Convención Belem do Pará, que propone por primera vez el desarrollo de mecanismos de protección y defensa de los derechos de las mujeres como fundamentales para luchar contra el fenómeno de la violencia contra su integridad física, sexual y psicológica, tanto en el ámbito público como en el privado y su reivindicación dentro de la sociedad. Define la violencia contra la mujer, establece el derecho de las mujeres a vivir una vida libre de violencia y la destaca como una violación de los derechos humanos y de las libertades fundamentales.
En 2008 el Departamento de Asuntos Económicos y Sociales/División para el Adelanto de la Mujer ONU publicó el Manual de legislación sobre la violencia contra la mujer  con el fin de servir de apoyo a las iniciativas de legislación contra esta violencia en el contexto de la campaña de la ONU. 

### Argentina
El 1 de abril de 2009 fue promulgada la Ley de protección integral para prevenir, sancionar y erradicar la violencia contra las mujeres en los ámbitos en que desarrollen sus relaciones interpersonales es la Ley 26.485.

#### La violencia contra la mujer en el contexto de la pandemia por COVID-19 en Argentina
El aislamiento social y obligatorio que declaró el presidente Alberto Fernández a partir del día 20 de marzo de 2020, generó un aumento en las denuncias por violencia de género (39% en Argentina) durante la cuarentena por COVID-19; la ONU la llama «la otra pandemia» y con el apoyo de la Unión Europea, colabora con el gobierno para proteger a las mujeres y niñas, amenazadas doblemente por el virus y la violencia.
La Iniciativa Spotlight (foco) es una iniciativa de las Naciones Unidas para «eliminar todas las formas de violencia contra las mujeres  las niñas». En Argentina se lanzó oficialmente el 21 de marzo de 2019, y a partir de ese momento se está trabajando a nivel nacional y especialmente en las provincias de Buenos Aires, Salta y Jujuy, que fueron seleccionadas considerando la tasa y números absolutos de femicidios. En el país, el foco está puesto en la erradicación de los femicidios y se lleva a cabo con el liderazgo de la Oficina de Coordinación de Naciones Unidas a través de cuatro de sus agencias: ONU Mujeres, el Programa de las Naciones Unidas para el Desarrollo, el Fondo de las Naciones Unidas para la Población y la Organización Internacional del Trabajo, la colaboración de UNICEF.
En Argentina se encarga de apoyar al Gobierno nacional y los Gobiernos de las provincias mencionadas en el fortalecimiento de los servicios de atención y seguimiento de la violencia hacia las mujeres, niños, niñas y adolescentes. Algunas acciones están relacionadas con la adquisición de equipamiento para la Línea 144 y centros de atención, la accesibilidad de mujeres sordas a la línea y el apoyo al trabajo en hogares de protección integral, entre otras. 
Las campañas, que tienen en cuenta el contexto de las medidas de aislamiento social, están diseñadas para la difusión, en las distintas plataformas de todas las agencias, de fondos y programas de la ONU en Argentina. Una de sus campañas incluye dos anuncios publicitarios con los eslóganes: Puertas adentro y No te laves las manos para promover la visualidad de la situación de muchas mujeres durante la cuarentena.
El Observatorio de Femicidios “Adriana Marisel Zambrano” que es coordinado por La Casa del Encuentro realiza un informe anual en el que analiza la situación de la mujer e incluye un listado de mujeres asesinadas. En este contexto particular de aislamiento social obligatorio, esta asociación civil sostiene que la violencia de género aumenta en la convivencia obligada, siendo la vivienda el lugar más inseguro, dando a conocer la cifra de mujeres asesinadas desde el 20 de marzo al 16 de abril de 2020: 21 femicidios vinculados de mujeres y niñas. El concepto de femicidio vinculado aportado por La casa del Encuentro se refiere a las personas con vínculo familiar o afectivo con la mujer y que son asesinadas por el femicida con el objetivo de infringir un mayor daño sobre su víctima. También se incluye a las personas asesinadas por quedar «en la línea de fuego».
En Argentina la línea de atención a las víctimas de violencia de género es: 144

### Bolivia
El 9 de marzo de 2013 se sancionó la "Ley integral para garantizar a las mujeres una vida libre de violencia".
En 2021 según la Fiscalía General del Estado se registraron 108 feminicidios de los cuales en 83 casos identificaron a los agresores. En 2020 se registraron 113.  El Gobierno boliviano declaró el 2022 como el Año de la Revolución Cultural para la Despatriarcalización como una respuesta "estructural" a los casos de feminicidio. Los departamentos con mayor incidencia de feminicidios son La Paz con 43 casos, Santa Cruz con 17, seguido de Cochabamba con 15. La principal causa de muerte de las víctimas fue por asfixia, seguido de golpes, armas blancas y armas de fuego.

### Ecuador
Ecuador incluyó el feminicidio en el Código Penal en 2014. En agosto de 2017 fue presentada Ley Orgánica para la Prevención y Erradicación de la Violencia contra la mujer, que fue aprobada el 26 de noviembre de 2017.
En Guayaquil, la asambleísta por el Partido Social Cristiano, Dallyana Passailaigue, también promotora de la Ley Orgánica para la Prevención y Erradicación de la Violencia de Género contra las Mujeres, presentó al Concejo Municipal liderado por el alcalde Jaime Nebot un plan estratégico de ayuda a las mujeres denominada Amiga, Ya No Estás Sola, que cuenta con una línea telefónica de asistencia a cargo de la Corporación de Seguridad Ciudadana de Guayaquil, una oficina de ayuda y asesoría jurídica gratuita disponible desde mayo de 2018, y capacitaciones para aportar a la reducción de cifras de casos de femicidio, así como a viabilizar las denuncias que puedan existir por parte de afectadas por la violencia de género contra la mujer, y también una casa de acogida para protección de las víctimas de violencia. Passailaigue así mismo es coordinadora de la campaña.

### España

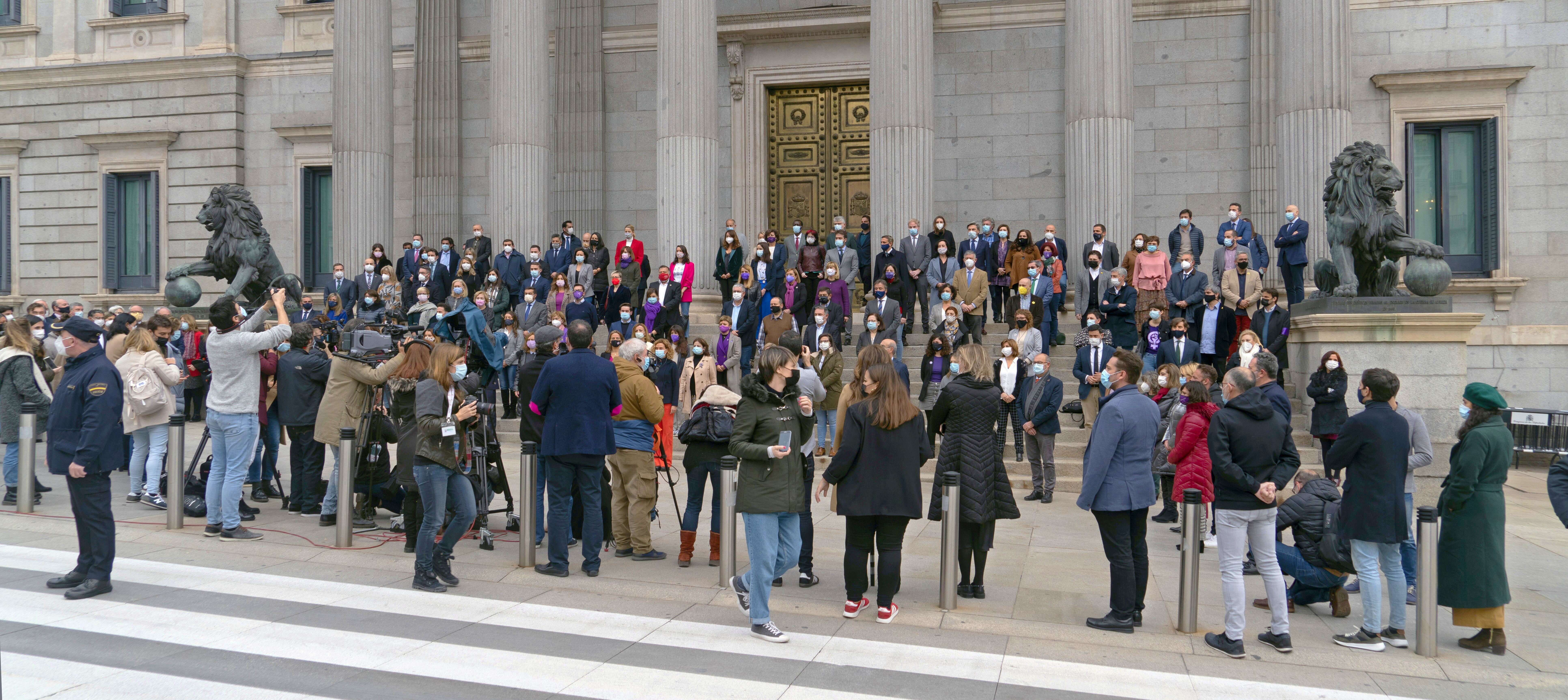
Día internacional contra la violencia machista 2020. Minuto de silencio frente al Congreso de los Diputados de España.

El 28 de diciembre de 2004 se aprobó la Ley Orgánica de Medidas de protección Integral contra la Violencia de Género.
Para poder comunicar los casos de violencia de género, se habilita el teléfono de ayuda 016 a la mujer agredida, el cual está activo permanentemente (las 24 horas, los 7 días de la semana, y todos los días del año), y es gratuito. Da servicio en 51 idiomas. Este número no aparece en la factura del teléfono para evitar que el maltratador descubra que su pareja ha llamado allí, pero, dependiendo del caso, puede aparecer en otros registros, por lo que se recomienda hacer este tipo de llamadas desde un teléfono público o pedirle su teléfono a alguien para realizarlas. 
También es posible avisar de casos de violencia de género en la Web de Colaboración Ciudadana por cualquier persona, y aportando sólo los datos que uno quiera, pues no tienen carácter de denuncias.

#### Estadística año 2019

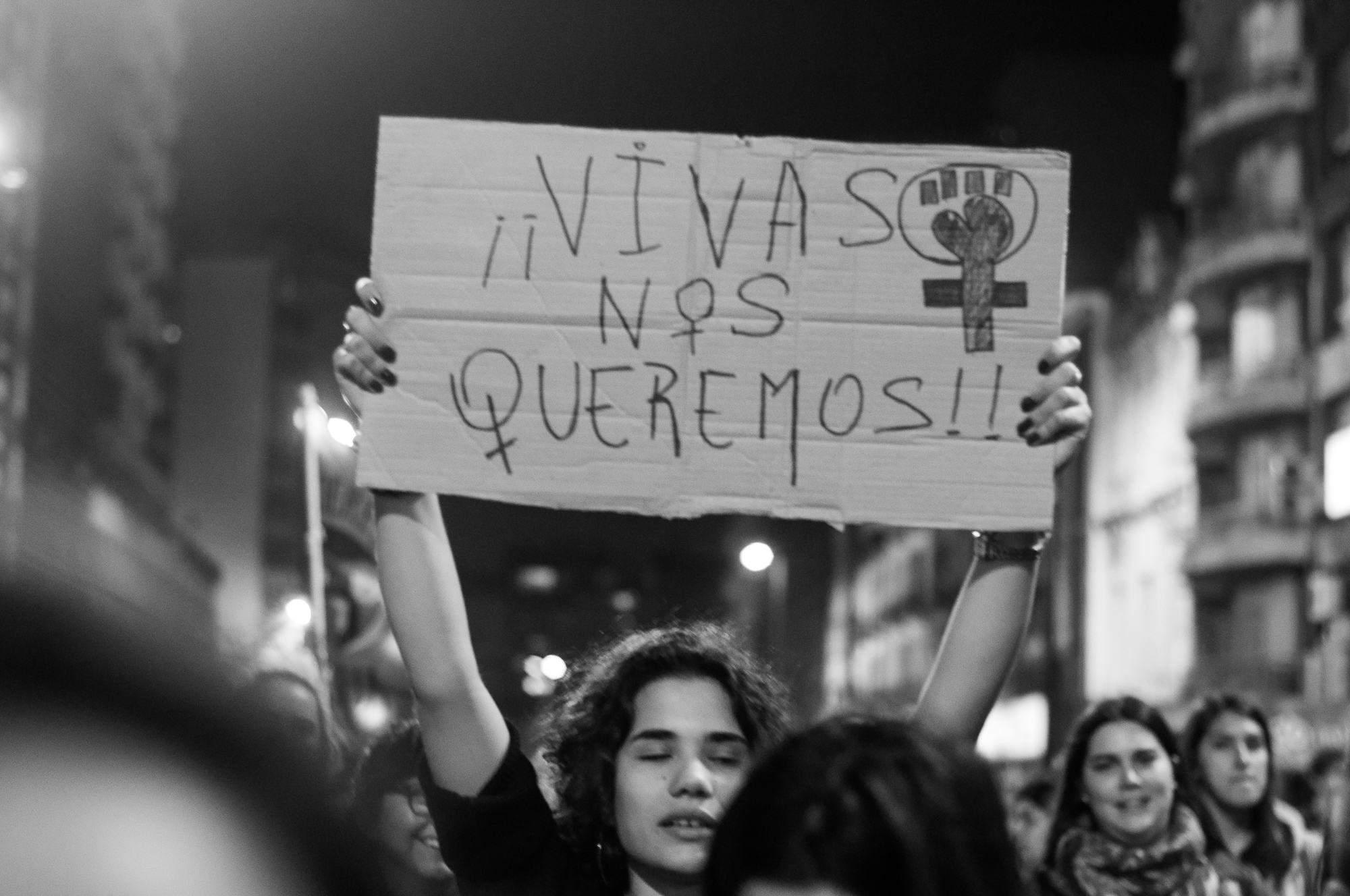
¡¡VIVAS NOS QUEREMOS!!" Mensaje utilizado en las manifestaciones en España contra la violencia machista

El 19 de mayo de 2020 el Instituto Nacional de Estadística (España) dio a conocer la «Estadística de Violencia Doméstica y Violencia de Genero (EVDVG)» del año 2019. Un informe detallado de ámbito nacional.
Del informe se desprende que el número de mujeres víctimas de violencia de género aumentó en un 2% en relación con el anterior año, 2018; así como el número de víctimas de violencia doméstica en un 3,6%. En cifras generales:
- Se dictaron órdenes de protección o medidas cautelares, por violencia de género y violencia familiar, a favor de 36.745 mujeres y 3.012 hombres.
- Fueron denunciados por violencia de género, habiéndose dictado órdenes de protección o medidas cautelares a 31.805 hombres.
- Fueron denunciados/as por violencia doméstica 5.395 personas: 72,0% hombres y 28,0% mujeres. Siendo 7.654 las víctimas de este delito. 62,0% mujeres y 38,0% hombres (no se incluyen los específicos de violencia de género).
- Los condenados/as mediante «sentencia firme», incluidos ambos delitos, fueron 34.144 hombres y 1.779 mujeres; en tanto que, fueron absueltos/as 5.603 hombres y 208 mujeres.

### Jordania
Jordania aprobó en 2008 la primera ley de protección contra la Violencia Doméstica de la región. Establece pautas para procedimientos en casos de violencia doméstica para médicos y policías, incluye sanciones y órdenes de protección pero se queda en el ámbito del hogar y pone el énfasis en la reconciliación por encima de la protección de los derechos de las mujeres.

### Marruecos
El 12 de septiembre de 2018 entró en vigor una ley que penaliza con prisión de hasta 6 meses o una multa de 2.000 a 10.000 dírhams (de 58 a 1.000 dólares) el matrimonio forzoso, el acoso en lugares públicos de palabra, acto o mediante señal de carácter sexual, así como el acoso telefónico o electrónico. El castigo se duplica si el autor del delito es un colega de trabajo, un funcionario o un agente de seguridad. La pena se endurece también en función de si el delincuente es miembro de la familia de la víctima o su tutor, o si la víctima es menor de edad. La ley no criminaliza las violaciones dentro del matrimonio ni define de manera precisa la violencia de género ni doméstica.

### México
Desde 2007 en el país fue promulgada la Ley General de Acceso a las Mujeres a una Vida Libre de Violencia, la cual castiga a la violencia feminicida y la califica como la más extrema posible y cuenta con el instrumento legal llamado Alerta de violencia de género, un conjunto de acciones oficiales para evitar feminicidios en estados donde estos crímenes ocurren de manera sistemática y cotidiana.

### Perú
En Perú en 2015 se aprobó la Ley n.º 30364 Ley para prevenir, sancionar y erradicar la violencia contra las mujeres y los integrantes del grupo familiar
Recientemente se ha incorporado con un delito en el Código Penal peruano, el delito de acoso, el cual también contribuye a la lucha no solo de la violencia contra la mujer, sino contra los niños y personas en general.
Según la publicación de RPP; Perú es el séptimo país en América Latina donde suceden más feminicidios. Las mujeres violentadas presentan síntomas de estrés postraumático, depresión y apatía. Si bien el incremento de la violencia contra la mujer impacta al país, no se puede caer en el error de afirmar que todos los causantes de agresión tienen necesariamente algún problema de salud mental.

### Túnez
El 26 de julio de 2017 el Parlamento de Túnez aprobó por unanimidad una Ley para la eliminación de la violencia contra las mujeres que incluye la prevención, protección y se hace cargo de las mujeres expuestas a todas las formas de violencia física, moral, sexual, económica y política, en particular las más vulnerables. También modifica algunas disposiciones del código penal que favorecían la impunidad de los agresores, entre ellas la enmienda del artículo 227 bis por lo que un violador no podrá escapar a la justicia por el simple hecho de casarse con la menor que violó, la retirada de la denuncia por la víctima no supone el cese de las diligencias judiciales ni tampoco el de la ejecución de la pena. La ley amplía la edad del consentimiento posible de un acto sexual que pasa de 13 a 16 años. La noción de violación no se reduce a los actos cometidos contra las personas de sexo femenino sino que se amplía a personas de sexo masculino. También prevé la creación de un cuerpo especial de la policía constituido y formado en materia de violencias sexistas que registre y comunique las denuncias de las víctimas al ministerio público obligatoriamente.

### Uruguay
El 17 de noviembre de 2017 el Senado aprobó por unanimidad el proyecto de ley para "garantizar a las mujeres una vida libre de violencia basada en género". El texto llevaba siendo estudiado por la Comisión de Población y Desarrollo del Senado desde el 11 de abril de 2016. En diciembre de 2017 estaba pendiente de pasar a la Cámara de Representantes para ser aprobada definitivamente. La ley crea organismos para atender la violencia de género, amplía las garantías y medidas de protección para las denunciantes . También modificará el Código Penal para, entre otros puntos, incluir el delito de abuso sexual, y eliminar el artículo que permite que los jueces eximan de culpa a un homicida que le quita la vida a su pareja al encontrarla "in fraganti" siendo infiel.

### Venezuela
En septiembre de 1998 se aprobó en la Ley Sobre la Violencia contra la Mujer y la Familia ley que quedó derogada con la aprobación de la Ley Orgánica sobre el derecho de las mujeres a una vida libre de violencia publicada en la Gaceta Oficial N.º 38.668 Extraordinario, del 23 de abril de 2007 y reformada mediante Gaceta Oficial N.º 40.548, de fecha 25 de noviembre de 2014, para incluir el delito de femicidio y de inducción o ayuda al suicidio.

### Brasil
En 2015, cuando comenzó a regir la ley que tipifica el feminicidio " que eleva las penas contra sus autores ", fueron registrados 492 casos, pero en la época, sin embargo, tan solo 16 de los 27 estados del país contabilizaban estos sucesos.
Las cifras de violencia doméstica son alarmantes: veinticinco mujeres son maltratadas cada hora en Brasil, 606 por día y 201.238 por año. Las violaciones contra las mujeres, por su parte, crecieron un 8,4 % y llegaron a las 60.018 en 2017.
En un país con elevados índices de violencia, tan solo el 8 % de los municipios brasileños tienen comisarías especializadas en la atención de la mujer, lo que hace necesaria la capacitación de los agentes en todo Brasil para identificar el maltrato y el delito de feminicidio y estimular así la producción de estadísticas más precisas   

### Japón
En el año 2001 se aprobó y puso en vigencia la "Ley de prevención de la violencia  conyugal y protección de víctimas". Esta fue modificada (2004 y 2007) con el objetivo de fortalecer los mecanismos de protección a las víctimas de violencia doméstica. Como se sabe el índice de violencia contra la mujer es muy alto debido a la vulnerabilidad de estas, los agresores son mayormente  las parejas o cónyuges.
La ley en mención protege a cónyuge violentado, esta ley estipula mecanismos administrativos y judiciales para garantizar los servicios de consulta a nivel de prefecturas municipios comisarías y ONGs  especializados. 
Existen altos costos de la violencia contra la mujer. Algunos de estos costos directos son los servicios para el tratamiento y apoyo psicológico a las mujeres maltratadas, a sus hijos y demás familiares; además de aquellos costos para enjuiciar a los ofensores. Por otro lado, los costos indirectos se relacionan con la pérdida de empleo y productividad, lo que representa un gran daño al futuro y estabilidad de la mujer.
Según datos de la ONU:
• El costo de la violencia doméstica entre parejas solo en los Estados Unidos representa más de 5,800 millones de dólares al año, de los cuales: 4,100 millones de dólares son costos de servicios directos médicos y de atención médica. Además, la pérdida de la productividad representa cerca de 1,800 millones de dólares.
• En 2004 un estudio en el Reino Unido estimó el total de los costos directos e indirectos de la violencia doméstica, en 23,000 millones de libras esterlinas al año o 440 libras por persona.

### Costa Rica
En Costa Rica existen dos leyes que aborden la violencia contra las mujeres: la Ley 8589 de Penalización de la violencia contra las mujeres (LPVCM), aprobada en 2007 y la Ley 7586 Contra la violencia doméstica, aprobada en 1996 y reformada en 2010 . En esta última la violencia doméstica es definida como: 

Acción u omisión, directa o indirecta, ejercida contra un pariente por consanguinidad, afinidad o adopción hasta el tercer grado inclusive, por vínculo jurídico o de hecho o por una relación de guarda, tutela o curatela y que produzca como consecuencia, el menoscabo de su integridad física, sexual, psicológica o patrimonial. El vínculo por afinidad subsistirá aun cuando haya finalizado la relación que lo originó.
Ley 7586 Contra la violencia doméstica

Además de esta definición, en esta ley se definen formas específicas de violencia y se enmarcan en el ámbito de lo doméstico y mediadas por el vínculo de parentesco. Estas son: violencia física, psicológica, patrimonial y sexual.
En la Ley 8589 de Penalización de la violencia contra las mujeres en el Artículo 21, tipifica el femicidio como el asesinato de las mujeres a manos de sus parejas o exparejas. 